# 苏丹草原

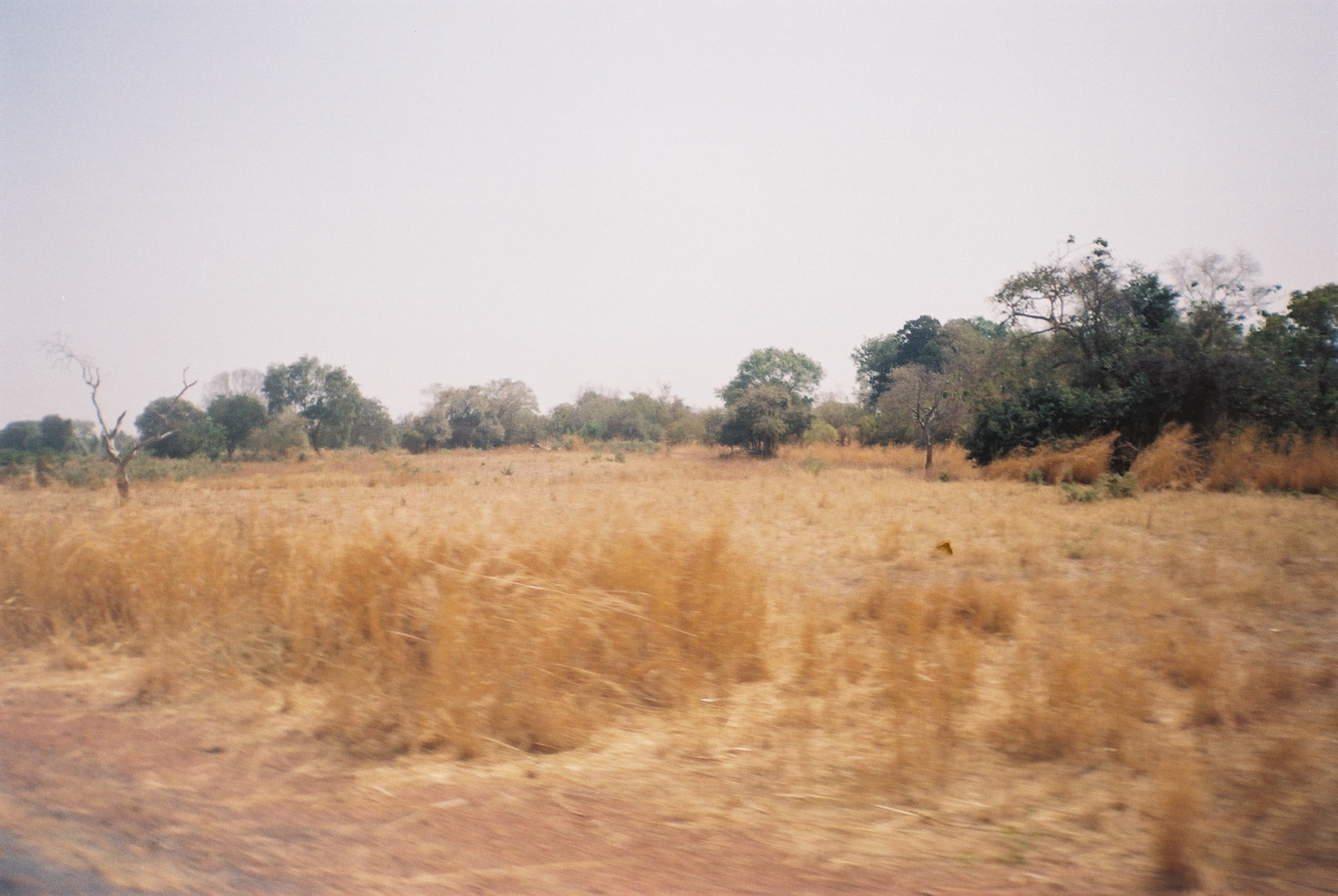
岡比亞北部蘇丹地區的典型自然景觀

苏丹草原，以热带草原为特征的一个非洲自然地带，指非洲中北部西起马里共和国，东至埃塞俄比亚，北为撒哈拉沙漠，南至几内亚湾沿岸和刚果盆地的横贯东、西濒大西洋。大部为海拔500-1000米的高原，夏湿热，冬干热，降水量自北向南递增。植物以1.5米以上的禾本科高草为主，有少量落叶乔木和伞形树木，还有特殊的猴面包树；食草动物丰富，并有猛兽；居民从事农牧业，盛产棉花、花生、玉米等，牲畜多牛羊。